# Piolenc
Piolenc är en kommun i departementet Vaucluse i regionen Provence-Alpes-Côte d'Azur i sydöstra Frankrike. Kommunen ligger i kantonen Orange-Ouest som tillhör arrondissementet Avignon. År 2022 hade Piolenc 5 679 invånare.

## Befolkningsutveckling
Antalet invånare i kommunen Piolenc
| Referens: INSEE |